# Таскер Блісс
Таскер Говард Блісс (англ. Tasker Howard Bliss; 31 грудня 1853 — 9 листопада 1930) — американський воєначальник, генерал армії США, 8-й начальник штабу армії США (1917—1918). Учасник іспансько-американської та Першої світової війн.

## Біографія
Військова кар'єра
- 1 вересня 1871 — кадет
- 16 червня 1875 — другий лейтенант
- 1 липня 1880 — перший лейтенант
- 20 грудня 1892 — капітан
- 30 квітня 1898 — майор (тимчасове звання)
- 9 червня 1898 — підполковник (тимчасове звання)
- 13 червня 1899 — майор
- 7 травня 1901 — бригадний генерал (тимчасове звання)
- 21 липня 1902 — бригадний генерал
- 20 листопада 1915 — генерал-майор (тимчасове звання)
- 8 жовтня 1917 — генерал (тимчасове звання)
- 1 січня 1918 — генерал-майор
- 21 червня 1930 — генерал

Таскер Говард Блісс народився в Льюїсбурзі, штат Пенсільванія, у сім'ї Джорджа Ріплі Блісс та Мері Енн (до шлюбу Реймонд) Блісс. 1 вересня 1871 року вступив до Військової академії США у Вест-Пойнті і 16 червня 1875 року закінчив у своєму класі, посівши восьме місце серед кадетів свого набору.
Після закінчення навчання отримав звання другого лейтенанта та призначення до 1-го артилерійського полку. Проходив службу в Джорджії та Нью-Йорку. 14 вересня 1876 року був призначений на посаду асистента викладача на кафедру французької мови у Вест-Пойнті.
Наприкінці 1882 року переведений до подальшого проходження службу у Форт Мейсон, Каліфорнія, та згодом у Форт Монро, Вірджинія. 1885 році став викладачем у військово-морському коледжі, звідсіля його відправили до Англії, Німеччини та Франції для навчання у військових школах. 16 травня 1888 року, після повернення до США, Блісс призначений ад'ютантом командуючого армією США генерала Джона М. Скофілда. Був ад'ютантом і паралельно інспектором артилерії та стрілецької зброї.
20 грудня 1892 року він був підвищений до капітана. 26 вересня 1895 року Таскера Блісса було призначено на виконання спеціальних обов'язків до офісу військового секретаря США. 4 березня 1897 року він був призначений інтендантом і комісаром у Форт-Монро, штат Вірджинія. 2 липня 1897 року він був направлений до Іспанії як військовий аташе США. 21 квітня 1898 року, коли була оголошена війна між Іспанією та США, капітан Блісс отримав наказ повернутися до США через Париж.
30 квітня 1898 року Блісса підвищено до майора. Продовжував службу на різних керівних посадах. На початку серпня був призначений начальником штабу 1-ї дивізії I армійського корпусу під командуванням генерал-майора Джеймса Г. Вілсона. Проходив службу на Кубі.
За наказом президента США Теодора Рузвельта Блісс був призначений на посаду бригадного генерала Регулярної армії. 15 серпня 1903 року Блісс була призначена членом Генерального штабу, начальником 3-го відділу та начальником Військового коледжу армії США. У вересні 1904 року він брав участь у маневрах Манассас у Вірджинії.
7 червня 1905 року Блісс прибув для подальшого проходження службу на Філіппінські острови, де очолити департамент Лусон. 9 січня 1906 року він був призначений командиром департаменту Мінданао і призначений губернатором провінції Моро. Будучи ще губернатором провінції Моро, з 14 грудня 1908 року Блісс командував Філіппінською дивізією. 6 квітня 1909 року він повернувся через Китай та Маньчжурію до США.
19 червня 1909 року генерал Блісс став начальником Воєнного коледжу армії США. 12 серпня 1910 року став начальником Військового департаменту Каліфорнії в Сан-Франциско. 13 серпня 1911 року він був призначений командувачем Східного департаменту у Форт-Тоттен, а згодом 26 лютого 1913 року — командиром Департаменту Півдня у Форт Сем Х'юстон, Сан-Антоніо.
22 вересня 1917 року Блісс призначений на посаду начальника штабу армії США. 17 листопада 1917 року він був призначений постійним військовим представником Америки у Вищій військовій раді союзників, одночасно перебуваючи начальником штабу армії США.
31 грудня 1917 року він був змушений піти у відставку через обмеження віку, але вже наступного дня за наказом президента Вудроу Вілсона був відкликаний на дійсну службу і відправлений у Версаль. 19 травня 1918 року повернувся до свого постійного звання генерал-майора (у відставці). Після підписання перемир'я, яке завершило Першу світову війну, 11 листопада 1918 року Блісс отримав дві посади: Постійного американського військового представника у Вищій військовій раді, а також Повноважного представника на Паризькій мирній конференції від Сполучених Штатів.